# Episodi di Sabrina, vita da strega (terza stagione)
La terza stagione della serie televisiva Sabrina, vita da strega fu trasmessa negli Stati Uniti dalla ABC tra il 25 settembre 1998 e il 21 maggio 1999. Fu trasmessa in Italia, su Italia 1, nel 2001.
| nº | Titolo originale                          | Titolo italiano                    | Prima TV USA      | Prima TV Italia  |
| -- | ----------------------------------------- | ---------------------------------- | ----------------- | ---------------- |
| 1  | It's a Mad Mad Mad Mad Season Opener      | Balli di coppia                    | 25 settembre 1998 | 29 novembre 2001 |
| 2  | Boy, Was My Face Red?!                    | Facce rosse                        | 2 ottobre 1998    | 30 novembre 2001 |
| 3  | Suspicious Minds                          | Cattivi pensieri                   | 9 ottobre 1998    | 3 dicembre 2001  |
| 4  | The Pom Pom Incident                      | Sabrina contro Valerie             | 16 ottobre 1998   | 4 dicembre 2001  |
| 5  | Pancake Madness                           | Folle per il pancake               | 23 ottobre 1998   | 5 dicembre 2001  |
| 6  | Good Will Haunting                        | Scherzi da pazzi                   | 30 ottobre 1998   | 6 dicembre 2001  |
| 7  | You Bet Your Family                       | Ci scommetto la famiglia           | 6 novembre 1998   | 7 dicembre 2001  |
| 8  | And the Sabrina Goes To...                | Il gusto dell'umiltà               | 13 novembre 1998  | 10 dicembre 2001 |
| 9  | Nobody Nose Libby Like Sabrina Nose Libby | Viaggio al centro della testa      | 20 novembre 1998  | 11 dicembre 2001 |
| 10 | Sabrina and the Beast                     | L'uomo bestia                      | 27 novembre 1998  | 12 dicembre 2001 |
| 11 | Christmas Amnesia                         | Amnesia natalizia                  | 11 dicembre 1998  | 13 dicembre 2001 |
| 12 | Whose So-Called Life Is It Anyway?        | Come due gocce d'acqua             | 8 gennaio 1999    | 14 dicembre 2001 |
| 13 | What Price Harvey?                        | Il prezzo del successo             | 15 gennaio 1999   |                  |
| 14 | Mrs. Kraft                                | La Repubblica dell'orrore infinito | 29 gennaio 1999   | 17 dicembre 2001 |
| 15 | Sabrina and the Pirates                   | I poteri perduti                   | 5 febbraio 1999   | 18 dicembre 2001 |
| 16 | Sabrina the Matchmaker                    | Amore e magia                      | 12 febbraio 1999  | 19 dicembre 2001 |
| 17 | Salem the Boy                             | Il folletto irlandese              | 19 febbraio 1999  | 21 dicembre 2001 |
| 18 | Sabrina the Teenage Writer                | Spia per magia                     | 26 febbraio 1999  | 22 dicembre 2001 |
| 19 | The Big Sleep                             | Sonno al papavero                  | 12 marzo 1999     | 20 dicembre 2001 |
| 20 | Sabrina's Pen Pal                         | Amica di penna                     | 12 marzo 1999     |                  |
| 21 | Sabrina's Real World                      | La televisione delle streghe       | 9 aprile 1999     |                  |
| 22 | The Long and Winding Short Cut            | Rebus ed elezioni                  | 30 aprile 1999    |                  |
| 23 | Sabrina the Sandman                       | L'addormentatrice                  | 7 maggio 1999     | 22 dicembre 2001 |
| 24 | Silent Movie                              | Film muto                          | 14 maggio 1999    |                  |
| 25 | The Good, the Bad and the Luau            | La gemella                         | 21 maggio 1999    |                  |

## Cattivi pensieri
- Titolo originale: Suspicious Minds
- Diretto da: Linda Day
- Scritto da: Dan Berendsen

### Trama
Il signor Kraft incarica la classe di Sabrina di formare delle coppie che dovranno fingere di essere sposate. Sabrina e Harvey cercano di essere accoppiati, ma Libby ottiene di essere lei la compagna di Harvey, mentre Sabrina si ritrova accoppiata con Gordie. Libby, ovviamente, ne approfitta rubare Harvey a Sabrina che diventa gelosa e chiama una spia dall'Altro Regno per tenere d'occhio la coppia. La spia si rivela essere Roland, che fa tutto il possibile per far credere a Sabrina che Harvey la stia tradendo.
Nel frattempo, Hilda diventa gelosa quando la relazione di Zelda e Kraft inizia a diventare seria.